# 2월 12일
2월 12일은 그레고리력으로 43번째(윤년일 경우도 43번째) 날에 해당한다.

## 사건
- 1818년 - 칠레가 스페인으로부터 독립함.
- 1912년 - 선통제가 퇴위함으로써 청나라가 멸망하고 중화민국이 출범하였다.
- 1961년 - 소비에트 연방의 금성 탐사선, 베네라 1호가 발사됨.
- 1968년 - 퐁니·퐁넛 양민 학살 사건이 발생하였다.
- 1999년 - 미국의 빌 클린턴 대통령 탄핵안이 부결되었다.
- 2009년 - 미국 뉴욕주 버팔로에서 콜간 항공 3407편 여객기가 버펄로 나이아가라 국제공항으로 향하던 중 마을에 추락하여 탑승객 49명, 주민 1명 등 50명이 사망하였다.
- 2012년 - 그리스에서 긴축 재정안에 반대하는 시위가 열리다.
- 2013년 - 조선민주주의인민공화국이 함경북도 길주군에서 3차 핵실험을 실시하였다.
- 2014년
  - 스페인 법원이 티베트 독립 운동을 무력 진압한 장쩌민 전 중화인민공화국 주석 및 4명에 대해 체포 영장을 정식으로 발부하다.
  - 대한민국과 조선민주주의인민공화국이 판문점에 위치한 평화의 집에서 7년 만에 고위급 회담을 열다.
- 2015년 - 대한민국 서울특별시 광진구 능동 어린이대공원에서 사육사가 사자에게 물리는 사고가 발생하다.
- 2019년 - 대한민국의 걸그룹 ITZY가 데뷔하였다
- 2021년- 슈퍼 마리오 3D월드+퓨리월드가 발매되었다.

## 문화
- 1912년 - 중화민국이 그레고리력을 채택하였다.
- 2010년 - 동계 올림픽이 캐나다 밴쿠버에서 개막되었다.
- 2011년 - 대구광역시의 개신교 복음방송인 대구극동방송(대구FEBC) 개국.
- 2012년 - 영국 가수 아델이 제54회 그래미상에서 올해의 레코드상, 올해의 앨범을 포함해 6개 부문에서 상을 받다.

## 탄생
- 1272년 - 남송의 제9대 황제 마지막 황제 남송 소제. (~1279년)
- 1809년
  - 미국의 제16대 대통령 에이브러햄 링컨. (~1865년)
  - 영국의 생물학자 찰스 다윈. (~1882년)
- 1817년 - 이치노세키 번의 7대 번주 다무라 구니아키. (~1840년)
- 1884년
  - 시어도어 루스벨트의 딸 앨리스 루스벨트 롱워스. (~1980년)
  - 에스토니아의 군인, 정치인 요한 라이도네르. (~1953년)
- 1893년 - 미국의 군인 오마 브래들리. (~1981년)
- 1898년 - 중화인민공화국의 여성 문필가, 사회운동가, 정치가 쉬광핑. (~1968년)
- 1900년 - 소련의 군인 바실리 추이코프. (~1982년)
- 1908년 - 대한민국의 소설가 김유정. (~1937년)
- 1910년 - 대한민국의 기업인, 삼성그룹의 창업자 이병철. (~1987년)
- 1918년 - 미국의 물리학자 줄리언 슈윙거. (~1994년)
- 1923년 - 이탈리아의 영화감독, 정치인 프란코 체피렐리. (~2019년)
- 1927년
  - 대한민국의 무용가 김백봉. (~2023년)
  - 이스라엘의 사격선수 헨리 헤르스코비치. (~2022년)
- 1929년 - 이탈리아의 왕위요구자 비토리오 에마누엘레 디 사보이아. (~2024년)
- 1933년 - 그리스의 영화감독 콘스탄티노스 가브라스.
- 1934년 - 미국의 농구 선수 빌 러셀. (~2022년)
- 1935년 - 일본의 야구 선수, 야구 지도자 도요다 야스미쓰. (~2016년)
- 1936년 - 대한민국의 배우 김인태. (~2018년)
- 1937년 - 이탈리아의 왕위 요구자 비토리오 에마누엘레 디 사보이아. (~2024년)
- 1941년 - 대한민국 검사,법조인, 제18대 국회의원, 정치인 신건.
- 1942년 - 미국의 판타지 작가 테리 비슨. (~2024년)
- 1945년 - 대한민국의 정치인 김영훈.
- 1947년 - 대한민국의 크리에이터 박막례.
- 1948년 - 미국의 미국의 작가, 컴퓨터 과학자, 발명가이자 미래학자 레이 커즈와일.
- 1950년 - 대한민국의 배우 김애경.
- 1951년 - 대한민국의 기업인 조남호.
- 1956년 - 미국의 배우, 희극인 아세니오 홀.
- 1957년
  - 대한민국의 정치인 강금실.
  - 대한민국의 바둑 기사 나종훈.
  - 일본의 작곡가, 편곡가, 음악 프로듀서 타케베 사토시.
- 1958년 - 대한민국의 정치인 이용선.
- 1961년
  - 대한민국의 배우 김응수.
  - 미국의 일류학자 데이비드 그레이버. (~2020년)
- 1962년
  - 대한민국의 배우 이영재.
  - 대한민국의 정치인 문진석.
- 1963년
  - 대한민국의 배우 김세준.
  - 대한민국의 정무직 공무원, 기초단체장 심덕섭.
- 1968년
  - 대한민국의 정치인 권향엽.
  - 미국의 배우 조시 브롤린.
  - 미국의 탐험가 크리스토퍼 매캔들리스.
- 1969년
  - 미국의 영화감독 대런 애러노프스키.
  - 대한민국의 축구 선수 홍명보.
- 1970년
  - 네덜란드의 전 축구 선수, 현 축구 감독 브리얀 로이.
  - 대한민국의 희극인 김학도.
  - 오스트레일리아의 배우 사샤 홀러.
  - 일본의 전 축구 선수 고가 사토시.
- 1971년 - 대한민국의 희극인 나도야.
- 1972년 - 대한민국의 전 야구 선수 허문회.
- 1973년
  - 미국의 성우, 배우, 가수 타라 스트롱.
  - 말라위의 정치인 사울로스 칠리마. (~2024년)
- 1974년 - 대한민국의 배우 원기준.
- 1975년 - 파키스탄의 사업가 샤자다 다우드. (~2023년)
- 1976년 - 대한민국의 뮤지컬 배우 백주연.
- 1977년 - 대한민국의 전 야구 선수 유동훈.
- 1978년 - 대한민국의 영화배우, 연극배우 박정민.
- 1979년 - 대한민국의 배우 황은하.
- 1980년 - 미국의 배우 크리스티나 리치.
- 1981년
  - 대한민국의 아나운서 정미선.
  - 대한민국의 희극인 김형인.
  - 대한민국의 배우 김산호.
  - 대한민국의 방송인 경동호. (~2021년)
  - 대한민국의 전직 스타크래프트 프로게이머 조정현.
- 1982년 - 대한민국의 배우 공은국.
- 1983년
  - 대한민국의 희극인 안시우.
  - 대한민국의 축구 선수 김광석.
  - 대한민국의 배우 한은선.
- 1984년 - 대한민국의 배우 신수정.
- 1985년 - 대한민국의 배우 박아인.
- 1986년
  - 대한민국의 가수 조태관.
  - 대한민국의 보치아 선수 정호원.
  - 미국의 배우 밸로리 커리.
- 1987년
  - 대한민국의 배우 한보름.
  - 일본의 성우 타노 아사미.
- 1988년
  - 대한민국의 모델, 배우 설초록.
  - 아르헨티나의 축구 선수 니콜라스 오타멘디.
  - 일본의 배우 에이쿠라 나나.
- 1989년
  - 대한민국의 가수 동현 (보이프렌드).
  - 대한민국의 희극인 박준호.
  - 미국의 배우 케이티 오브라이언.
- 1990년
  - 대한민국의 배우 박보영.
  - 대한민국의 야구 선수 박진우.
- 1991년
  - 대한민국의 전 스타크래프트 프로게이머 정종현.
  - 대한민국의 축구 선수 가솔현.
  - 대한민국의 전 프로게이머 마린.
  - 일본의 아나운서 히로나카 아야카.
- 1992년 - 대한민국의 유튜버 빅민.
- 1993년
  - 대한민국의 가수 우은미.
  - 대한민국의 야구 선수 구자욱.
  - 대한민국의 전 축구 선수 김현진.
  - 브라질의 축구 선수 하파에우 아우칸타라.
- 1994년
  - 대한민국의 가수 달수빈 (달샤벳).
  - 일본의 가수 이치카와 미오리.
  - 대한민국의 배우 홍수주.
  - 대한민국의 야구 선수 김민준.
- 1995년
  - 대한민국의 전직 리그 오브 레전드 프로게이머 진재승.
  - 대한민국의 바이올리니스트 임지영.
  - 일본의 배우, 아이돌 카와에이 리나. (AKB48)
- 1996년
  - 대한민국의 가수 김아영.
  - 대한민국의 안무가, 댄서 Noze.
- 1997년
  - 대한민국의 래퍼 은수 (마이틴).
  - 대한민국의 축구 선수 강신명.
  - 일본의 성우 키노 히나.
  - 대한민국의 농구 선수 안혜지.
- 1998년 - 대한민국의 가수 제이.
- 1999년 - 대한민국의 가수 현우.
- 2000년
  - 일본의 배우 카와즈 아스카.
  - 대한민국의 배우 김지민.
  - 대한민국의 축구 선수 김민준.
- 2001년
  - 대한민국의 야구 선수 남지민.
  - 조지아의 축구 선수 흐비차 크바라츠헬리아.
  - 대한민국의 가수 아키.
- 2002년 - 대한민국의 배우 이한울.
- 2003년 - 대한민국의 바둑 기사 문민종.
- 2004년 - 대한민국의 가수 정지민.
- 2005년 - 대한민국의 가수 이범준.
- 2007년 - 대한민국의 피아니스트 강병오.
- 2009년 - 대한민국의 배우 최유리.

## 사망
- 799년 - 신라의 제38대 국왕 원성왕. (?~)
- 1554년 - 영국의 국왕 제인 그레이. (1537년~)
- 1763년 - 프랑스의 소설가 피에르 드 마리보. (1688년~)
- 1799년 - 이탈리아의 생물학자 라차로 스팔란차니. (1729년~)
- 1804년 - 독일의 철학자 이마누엘 칸트. (1724년~)
- 1834년 - 독일의 철학자 프리드리히 슐라이어마허. (1768년~)
- 1896년 - 프랑스의 작곡가 앙브루아즈 토마. (1811년~)
- 1916년 - 독일의 수학자 리하르트 데데킨트. (1831년~)
- 1926년 - 대한민국의 친일파 이완용. (1858년~)
- 1979년 - 프랑스의 영화감독 장 르누아르. (1894년~)
- 2004년 - 대한민국의 비전향 장기수 강동근. (1916년~)
- 2010년 - 조지아의 루지  선수 노다르 쿠마리타슈빌리. (1988년~)
- 2011년 - 미국의 배우, 성우 케네스 마스. (1935년~)
- 2013년 - 대한민국의 사진작가 최민식. (1928년~)
- 2015년
  - 대한민국의 가수 이한필. (1936년~)
  - 말레이시아의 정치인 닉 압둘 아지즈 빈 닉 맛. (1931년~)
- 2017년 - 미국의 가수 알 재로. (1940년~)
- 2018년 - 대한민국의 바둑 기사 이관철. (1956년~)
- 2019년 - 잉글랜드의 축구 선수 고든 뱅크스. (1937년~)
- 2022년 - 캐나다의 영화 감독 아이번 라이트먼. (1946년~)
- 2024년
  - 일본의 기업인 야노 히로타케. (1943년~)
  - 대한민국의 정치인 정영석. (1946년~)
- 2025년 - 대한민국의 바둑기사 김철중. (1955년~)

## 기념일
- 다윈의 날(Darwin Day)
- 링컨 탄생일(Lincoln's Birthday): 미국

- 설날: 2021년

## 같이 보기
- 전날: 2월 11일 다음날: 2월 13일 - 전달: 1월 12일 다음달: 3월 12일
- 음력: 2월 12일
- 모두 보기